# Manuela Gentili
Manuela Gentili (Castel San Giovanni, 7 febbraio 1978) è un'ex ostacolista italiana, medaglia di bronzo sui 400 metri ostacoli ai Giochi del Mediterraneo di Mersin 2013.
È stata semifinalista sui 400 m hs in due edizioni degli Europei: Barcellona 2010 ed Helsinki 2012.
Ai campionati italiani assoluti sui 400 m hs ha vinto 3 titoli di fila (2010, 2011, 2012) e quattro volte è stata vicecampionessa (2007, 2008, 2009, 2013).
Detiene 4 record nazionali, 3 masters ed 1 promesse.

## Biografia

### Gli inizi e le prime medaglie agli italiani giovanili
Il suo primo tecnico è stato Paolo Pagani e poi dal 2004 è stata seguita dall'ex atleta Carla Barbarino, sua compagna di staffetta nella 4x400 m con il CUS Palermo agli assoluti di Padova 2007 e Cagliari 2008.
Ha gareggiato con la Polisportiva Castellana, la Libertas Piacenza, il CUS Parma ed il CUS Palermo.
Due medaglie di bronzo sui 400 m hs nel biennio 1997-1998 rispettivamente ai campionati juniores e promesse.
Vincitrice del titolo italiano promesse sui 400 m hs nel 1999 a Fiuggi.

### 2000-2004: l'esordio le prime medaglie agli italiani assoluti
2000, medaglia d'argento sempre sui 400 m hs, sia agli italiani promesse che agli assoluti di Milano (dietro Monika Niederstätter).
Nel biennio 2002-2003 agli assoluti termina quinta a Viareggio e poi sesta a Rieti.
Nel 2004 esce in batteria sui 400 m agli assoluti indoor di Genova e conclude quarta nei 400 m hs agli assoluti all'aperto di Firenze.

### 2005-2009: l'esordio con la Nazionale assoluta e gli argenti agli assoluti
Un altro quarto posto sui 400 m hs anche agli assoluti di Bressanone nel 2005 e poi medaglia di bronzo con la staffetta 4x400 m.
Ha esordito con la Nazionale assoluta nel 2006 in occasione dell'Incontro internazionale svoltosi in Italia a Firenze tra le rappresentative di Italia, Russia, Cina ed Italia under 23: gareggiando sulla sua distanza ideale, i 400 m hs, ha terminato la gara al sesto posto chiudendo col tempo di 59”46.
Nell'estate dello stesso anno arriva sesta sui 400 m hs agli assoluti di Torino e non parte con la 4x400 m.
Batteria sui 400 m agli assoluti indoor del 2007; argento sui 400 m hs (dietro Benedetta Ceccarelli) e quarto posto nella 4x400 m.
Argento sui 400 m hs (dietro Benedetta Ceccarelli) e sesta posizione con la 4x400 m agli assoluti di Cagliari nel 2008.
Nel 2009 si è ritirata nella batteria dei 400 m agli assoluti indoor ed argento sui 400 m hs a quelli all'aperto (dietro Benedetta Ceccarelli).

### 2010-2012: il tris di titoli italiani assoluti, gli Europei per nazioni e la semifinale in due Europei
Nell'estate del 2010 ha vinto a Grosseto il suo primo titolo italiano assoluto sui 400 m hs, mentre va fuori in batteria sui 400 m agli assoluti indoor.
Quinto posto finale sui 400 m hs all'Europeo per nazioni nel 2010 a Bergen in Norvegia.
Ottenuto il biglietto per gli Europei di Barcellona 2010, ben figura arrivando sino alla semifinale, ove finisce 7ª in 56"56.
Nel biennio 2011-2012 fa doppietta di titoli sui 400 m hs agli assoluti, arrivando così a tre complessivi.
È stata quinta all'Europeo per nazioni sui 400 m hs in Svezia a Stoccolma nel 2011.
Nello stesso anno ai campionati del mondo di Taegu in Corea del Sud non è andata oltre la batteria sui 400 m hs.
Il suo primato sui 400 metri ostacoli è di 55"54 ottenuto al Meeting Internazionale di Lucerna in Svizzera il 17 luglio 2012.
Semifinalista sui 400 m hs agli Europei di Helsinki 2012.

### 2013: il bronzo ai Giochi del Mediterraneo e l'ultima medaglia agli assoluti prima del ritiro
Nel 2013 ha vinto la sua prima ed unica medaglia in una manifestazione internazionale: bronzo ai Giochi del Mediterraneo di Mersin in Turchia sui 400 m hs.
Agli assoluti invece è finita seconda nella finale 2 dei 400 m indoor, invece agli assoluti all'aperto è stata vice-campionessa dietro a Yadisleidy Pedroso.
Si è ritirata a livello agonistico alla fine della stagione sportiva 2013.

## Record nazionali

### Masters 35
- 200 metri piani indoor: 24”55 ( Ancona, 9 febbraio 2013)[10]
- 400 metri piani indoor: 54”86 ( Ancona, 17 febbraio 2013)[10]
- 400 metri ostacoli: 55”83 ( Milano, 28 luglio 2013)[11]

### Promesse
- 200 metri ostacoli: 28”18 ( Brescia, 11 ottobre 1998)[12]

## Progressione

### 400 metri piani
| Stagione | Tempo | Luogo             | Data      | Rank. Mond. |
| -------- | ----- | ----------------- | --------- | ----------- |
| 2013     | 53"62 | Friburgo          | 3-8-2013  |             |
| 2012     | 53"55 | Campi Bisenzio    | 22-9-2012 |             |
| 2011     | 53"70 | Pergine Valsugana | 23-7-2011 |             |
| 2010     | 54"95 | Palermo           | 12-6-2010 |             |
| 2009     | 55"11 | Alcamo            | 4-7-2009  |             |
| 2008     | 57"58 | Lodi              | 27-9-2008 |             |
| 2007     | 55"03 | Catania           | 7-7-2007  |             |
| 2006     | 56"56 | Rovellasca        | 19-7-2006 |             |
| 2005     | 55"40 | Friburgo          | 27-8-2005 |             |
| 2004     | 54"66 | Bellinzona        | 31-8-2004 |             |

### 400 metri piani indoor
| Stagione | Tempo | Luogo  | Data      | Rank. Mond. |
| -------- | ----- | ------ | --------- | ----------- |
| 2013     | 54"86 | Ancona | 17-2-2013 |             |
| 2010     | 55"45 | Ancona | 27-2-2010 |             |
| 2007     | 56"09 | Ancona | 17-2-2007 |             |
| 2006     | 55"42 | Genova | 22-1-2006 |             |
| 2004     | 57"24 | Genova | 21-2-2004 |             |

### 400 metri ostacoli
| Stagione | Tempo | Luogo            | Data       | Rank. Mond. |
| -------- | ----- | ---------------- | ---------- | ----------- |
| 2013     | 55"83 | Milano           | 28-7-2013  |             |
| 2012     | 55"54 | Lucerna          | 17-7-2012  |             |
| 2011     | 56"23 | Saint Christophe | 17-07-2011 |             |
| 2010     | 55"78 | Grosseto         | 1-7-2010   |             |
| 2009     | 56"93 | Milano           | 2-8-2009   |             |
| 2008     | 58"24 | Cagliari         | 20-7-2008  |             |
| 2007     | 57"04 | Padova           | 28-7-2007  |             |
| 2006     | 58"97 | Busto Arsizio    | 15-7-2006  |             |
| 2005     | 57"73 | Bressanone       | 26-6-2005  |             |
| 2004     | 57"35 | Firenze          | 11-7-2004  |             |

## Palmarès
| Anno | Manifestazione          | Sede       | Evento   | Risultato  | Tempo | Note   |
| ---- | ----------------------- | ---------- | -------- | ---------- | ----- | ------ |
| 2010 | Europei                 | Barcellona | 400 m hs | Semifinale | 56"56 | [ 13 ] |
| 2011 | Mondiali                | Taegu      | 400 m hs | Batteria   | 56"71 | [ 14 ] |
| 2012 | Europei                 | Helsinki   | 400 m hs | Semifinale | 57"03 | [ 15 ] |
| 2013 | Giochi del Mediterraneo | Mersin     | 400 m hs | Bronzo     | 55"89 | [ 16 ] |

## Campionati nazionali
- 3 volte campionessa assoluta dei 400 m hs (2010, 2011, 2012)
- 1 volta campionessa promesse dei 400 m hs (1999)

1997
- Bronzo ai Campionati italiani juniores e promesse, (Grosseto), 400 m hs - 62"18

1998
- Bronzo ai Campionati italiani juniores e promesse, (Pesaro), 400 m hs - 60"77

1999
- Oro ai Campionati italiani juniores e promesse, (Fiuggi), 400 m hs - 60”41

2000
- Argento ai Campionati italiani juniores e promesse, (Piovene Rocchette), 400 m hs - 59"56
- Bronzo ai Campioni italiani assoluti, (Milano),
400 m hs - 58”86[17]

2002
- 5ª ai Campionati italiani assoluti, (Viareggio),
400 m hs - 59”12[18]

2003
- 6ª ai Campionati italiani assoluti, (Rieti),
400 m hs - 59”45[19]

2004
- In batteria ai Campionati italiani assoluti indoor, (Genova), 400 m - 57”24[20]
- 4ª ai Campionati italiani assoluti, (Firenze),
400 m hs - 57”35[21]

2005
- 4ª ai Campionati italiani assoluti, (Bressanone),
400 m hs - 57”73[22]
- Bronzo ai Campionati italiani assoluti, (Bressanone), 4x400 m - 3'46”50[23]

2006
- 6ª ai Campionati italiani assoluti, (Torino),
400 m hs - 59”30[24]
- In batteria ai Campionati italiani assoluti, (Torino), 4x400 m - dns[25]

2007
- In batteria ai Campionati italiani assoluti indoor, (Ancona), 400 m - 56”09[26]
- Argento ai Campionati italiani assoluti, (Padova), 400 m hs - 57”04[27]
- 4ª ai Campionati italiani assoluti, (Padova),
4x400 m - 3'47”13[3]

2008
- Argento ai Campionati italiani assoluti, (Cagliari), 400 m hs - 58”24[28]
- 6ª ai Campionati italiani assoluti, (Cagliari),
4x400 m - 3'50”43[4]

2009
- In batteria ai Campionati italiani assoluti indoor, (Torino), 400 m - r[29]
- Argento ai Campionati italiani assoluti, (Milano), 400 m hs - 56”93[30]

2010
- In batteria ai Campionati italiani assoluti indoor, (Ancona), 400 m - 55”45[31]
- Oro ai Campionati italiani assoluti, (Grosseto),
400 m hs - 55”78[32]

2011
- Oro ai Campionati italiani assoluti, (Torino),
400 m hs - 56”69[33]

2012
- Oro ai Campionati italiani assoluti, (Bressanone), 400 m hs - 55”87[34]

2013
- 2ª ai Campionati italiani assoluti indoor, (Ancona),
400 m - 54”86 (Finale 2)[35]
- Argento ai Campionati italiani assoluti, (Milano), 400 m hs - 55”83[36]
- Bronzo ai campionati italiani assoluti, staffetta 4x400 m - 3'43"83

## Altre competizioni internazionali
2010
- 9ª al Golden Gala, ( Roma), 400 m hs - 56”06[37]
- 5ª all'Europeo per nazioni, ( Bergen), 400 m hs - 57”86[38]

2011
- 5ª all'Europeo per nazioni, ( Stoccolma), 400 m hs - 56”85[39]

2012
- 9ª al Golden Gala, ( Roma), 400 m hs - 56”36[40]